# Wydział Nauk Społecznych Uniwersytetu Jana Długosza w Częstochowie
Wydział Nauk Społecznych Uniwersytetu Jana Długosza w Częstochowie (WNS UJD) – jeden z 6 wydziałów Uniwersytetu Jana Długosza w Częstochowie. Istnieje od początku funkcjonowania uczelni, czyli od powstania Wyższej Szkoły Nauczycielskiej powołanej w 1971 roku. Kształci studentów na 6 kierunkach studiów stacjonarnych i niestacjonarnych, które zaliczane są do nauk społecznych i nauk o zdrowiu.

## Historia
Wydział powstał w 1971 roku jako jeden z dwóch wchodzących w strukturę Wyższej Szkoły Nauczycielskiej w Częstochowie. W pierwszych latach istnienia jednostka kształciła studentów na kierunkach: filologia polska, nauczanie początkowe, pedagogika, pedagogika nauczania początkowego, pedagogika pracy kulturalno-oświatowej, pedagogika specjalna, pedagogika szkolna. Powstanie i funkcjonowanie wydziału było i jest odpowiedzią na zgłaszane potrzeby regionu na fachową i wykwalifikowaną kadrę pedagogiczną. Uprawnienia do prowadzenia studiów magisterskich i nadawania tytułu magistra pedagogiki wydział posiada od momentu swojego powstania.  1 października 2019 roku, zarządzeniem Rektora UJD, Wydział zmienił nazwę z Wydziału Pedagogicznego na Wydział Nauk Społecznych Uniwersytetu Humanistyczno-Przyrodniczego im. Jana Długosza w Częstochowie.

## Kształcenie
Studia pierwszego stopnia na Wydziale Nauk Społecznych UJD kończą się uzyskaniem tytułu zawodowego licencjata. Kształcenie trwa 6 semestrów. WNS kształci również na poziomie studiów II stopnia: absolwenci uzyskują tytuł magistra (4 semestry). Nauka odbywa się na studiach stacjonarnych i niestacjonarnych. Wydział prowadzi także studia podyplomowe. Na Wydziale proces dydaktyczny wspomagany jest w pewnym zakresie narzędziami zdalnego nauczania w ramach wykorzystania metod kształcenia na odległość. W tym celu wykorzystywana jest Platforma Moodle.

## Kierunki studiów
- Analityka i kreatywność społeczna (I st.),
- Bezpieczeństwo narodowe (I, II),
- Pedagogika (I i II),
- Pedagogika przedszkolna i wczesnoszkolna (jednolite mgr.),
- Pedagogika specjalna (jednolite mgr.),
- Politologia (I st),
- Poradnictwo rozwojowe i pomoc psychologiczna (II st.),
- Praca socjalna (I),
- Psychologia (jednolite mgr.),
- Psychoprofilaktyka (I),
- Turystyka i rekreacja (I)[6].

## Władze Wydziału
W kadencji 2024–2028:
| Stanowisko | Imię i nazwisko       |
| --- | --------------------- |
| Dziekan | dr hab. Daniel Kukla  |
| Prodziekan ds. ogólnych | dr hab. Anna Zasuń    |
| Prodziekan ds. kształcenia i spraw studenckich (Kierunki: Pedagogika Przedszkolna i Wczesnoszkolna, Pedagogika Specjalna)                                                                       | dr Wioleta Duda       |
| Prodziekan ds. kształcenia i spraw studenckich (Kierunki: Poradnictwo rozwojowe i pomoc psychologiczna, Psychoprofilaktyka, Turystyka i rekreacja)                                              | dr Dorota Gębuś       |
| Prodziekan ds. kształcenia i spraw studenckich (Kierunki: Analityka i kreatywność społeczna, Bezpieczeństwo Narodowe, Politologia, Political Science, Studia wschodnioeuropejskie i bałkańskie) | dr Małgorzata Kuś     |
| Prodziekan ds. kształcenia i spraw studenckich (Kierunki: Psychologia, Praca Socjalna, Usługi społeczne)                                                                                        | dr Zbigniew Wieczorek |
| Prodziekan ds. kształcenia i spraw studenckich (Kierunki: Pedagogika) | dr Katarzyna Zalas    |

## Struktura organizacyjna
| Katedra                                                  | Kierownik                   |
| -------------------------------------------------------- | --------------------------- |
| Katedra Badań nad Edukacją                               | dr hab. Izabela Krasiejko   |
| Katedra Pedagogiki                                       | dr hab. Małgorzata Piasecka |
| Katedra Polityki Społecznej, Pracy Socjalnej i Turystyki | dr Mariola Mirowska         |
| Katedra Nauk o Bezpieczeństwie                           | prof. dr hab. Janusz Zuziak |
| Katedra Psychologii                                      | dr hab. Elżbieta Napora     |

## Baza lokalowa wydziału
Tworzą ją trzy budynki: przy ulicy Waszyngtona 4/8 (siedziba dziekana jednostki) i alei Armii Krajowej 13/15. Znaczące wzbogacenie bazy dydaktyczno-naukowej nastąpiło po oddaniu do użytkowania Akademickiego Centrum Sportu (ul. Zbierskiego 6).